# Arsonval
Arsonval ist eine französische Gemeinde  mit 289 Einwohnern (Stand: 1. Januar 2022) im  Département Aube in der Region Grand Est. Sie gehört zum Kanton Bar-sur-Aube im Arrondissement Bar-sur-Aube. 
Die Gemeinde Arsonval liegt an der Aube, 50 Kilometer östlich von Troyes. Sie ist umgeben von folgenden Nachbargemeinden:
| Éclance              | Vernonvilliers                              | Lévigny           |
| Bossancourt          | Kompassrose, die auf Nachbargemeinden zeigt | Montier-en-l’Isle |
| Argançon, Dolancourt | Jaucourt                                    |                   |

## Bevölkerungsentwicklung

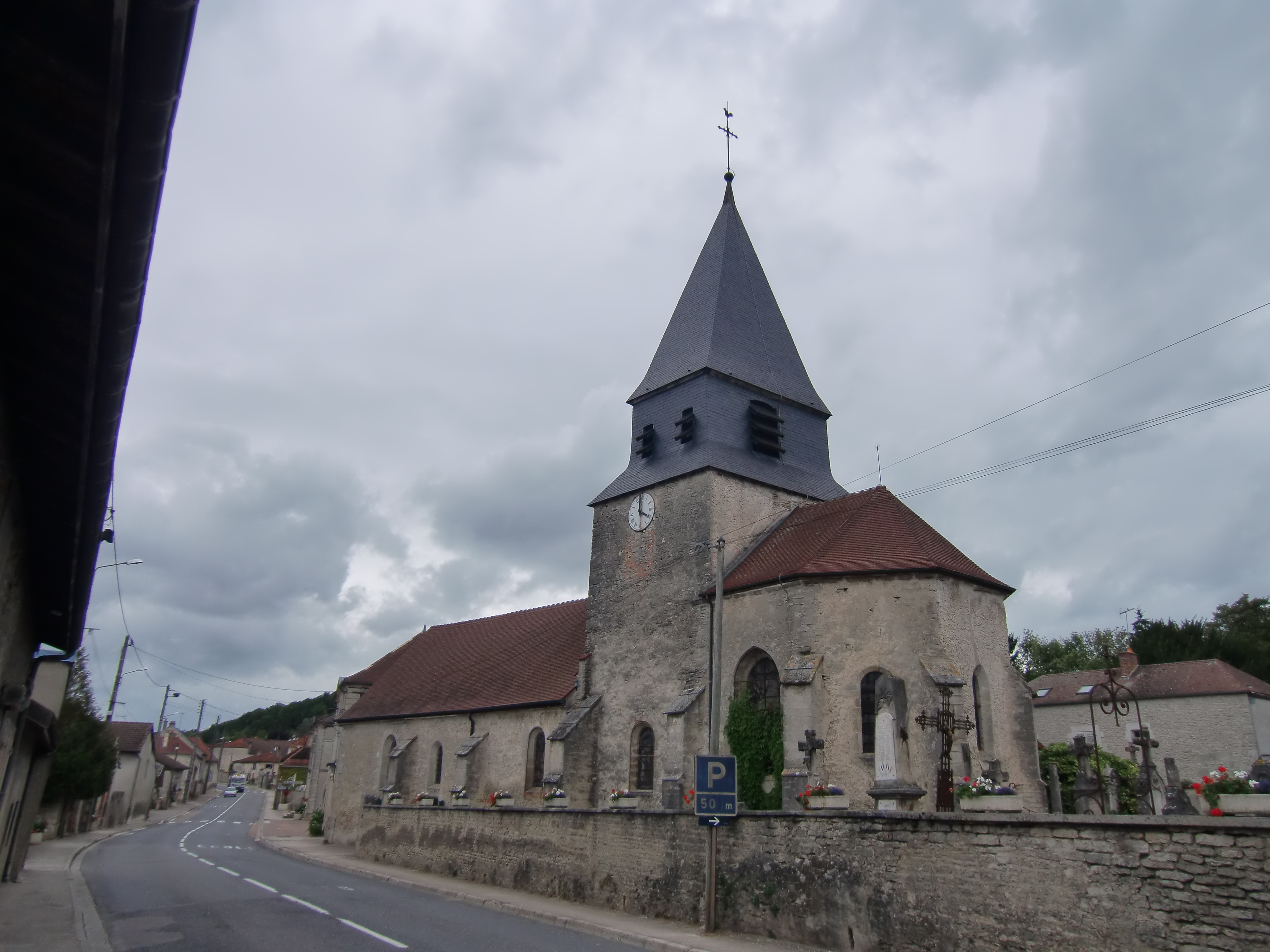
Kirche Saint-Martin, Monument historique seit 1926

| Jahr                       | 1962 | 1968 | 1975 | 1982 | 1990 | 1999 | 2008 | 2018 |
| -------------------------- | ---- | ---- | ---- | ---- | ---- | ---- | ---- | ---- |
| Einwohner                  | 329  | 280  | 320  | 388  | 365  | 331  | 338  | 314  |
| Quellen: Cassini und INSEE |      |      |      |      |      |      |      |      |